# Gouvernes
Gouvernes est une commune française située dans le département de Seine-et-Marne en région Île-de-France.

## Géographie

### Localisation
Gouvernes est un « village rue » le long du ru la Gondoire auquel s'ajoutent deux hameaux à 2,5 km au sud de Lagny-sur-Marne.

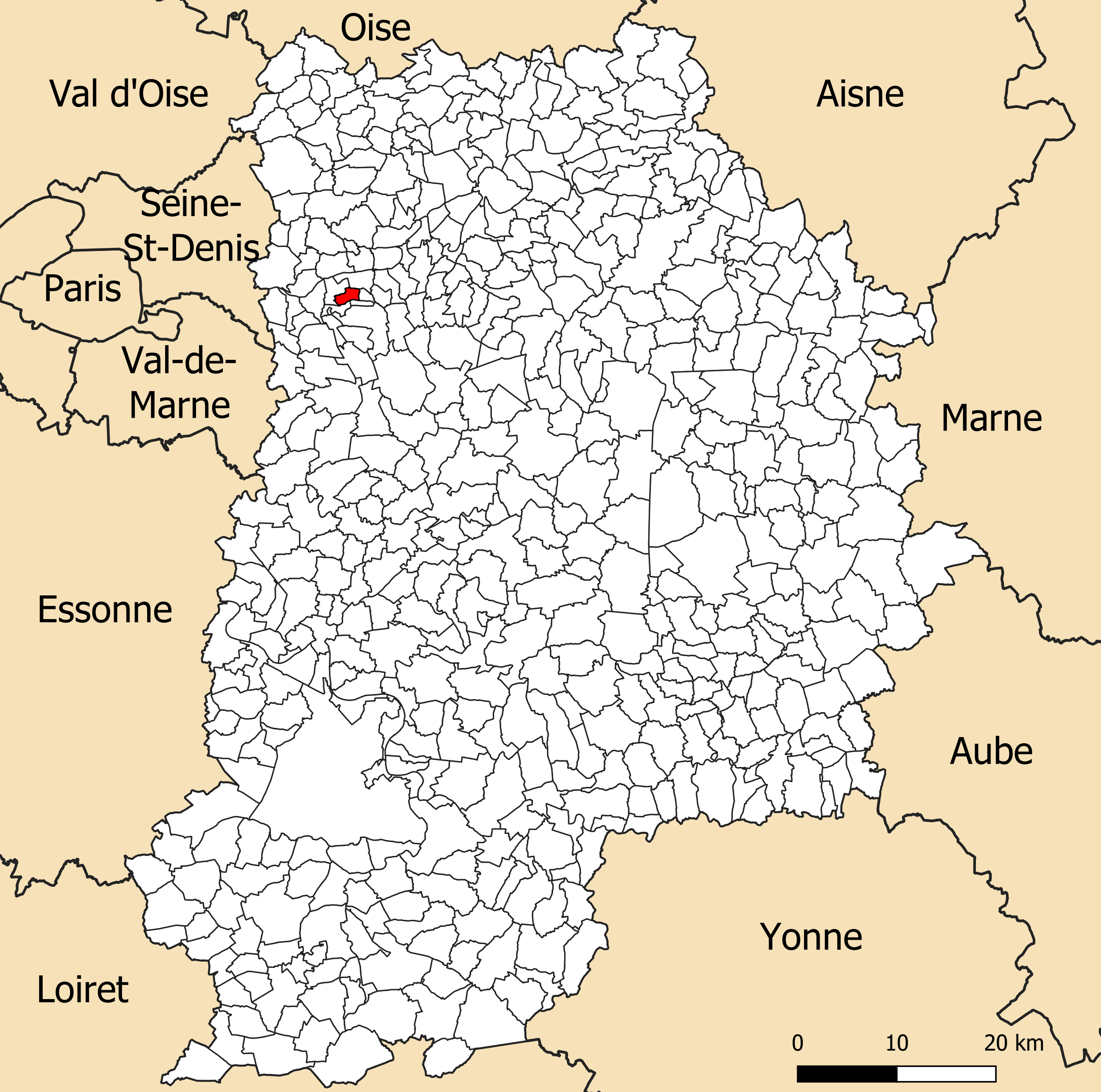
Localisation de la commune de Gouvernes dans le département de Seine-et-Marne.

### Communes limitrophes
| Saint-Thibault-des-Vignes |           | Lagny-sur-Marne      |
|                           | Gouvernes | Conches-sur-Gondoire |
| Bussy-Saint-Martin        |           | Guermantes           |

### Géologie et relief
Gouvernes est située en contrebas de deux routes ascendantes traversant le village en direction de Saint-Thibault-des-Vignes et Bussy-Saint-Martin.
Elle se place donc entre deux petites collines qui pour chacune d'entre elles marquent les limites du village avec celles des deux autres villes citées précédemment. Mais cela ne donne aucun relief particulier au centre de cette ville qui ne possède que très peu de côtes si ce n'est les plus importantes situées rue Victor Hugo, rue des Pierres ainsi que la rue Saint-Germain.

### Hydrographie

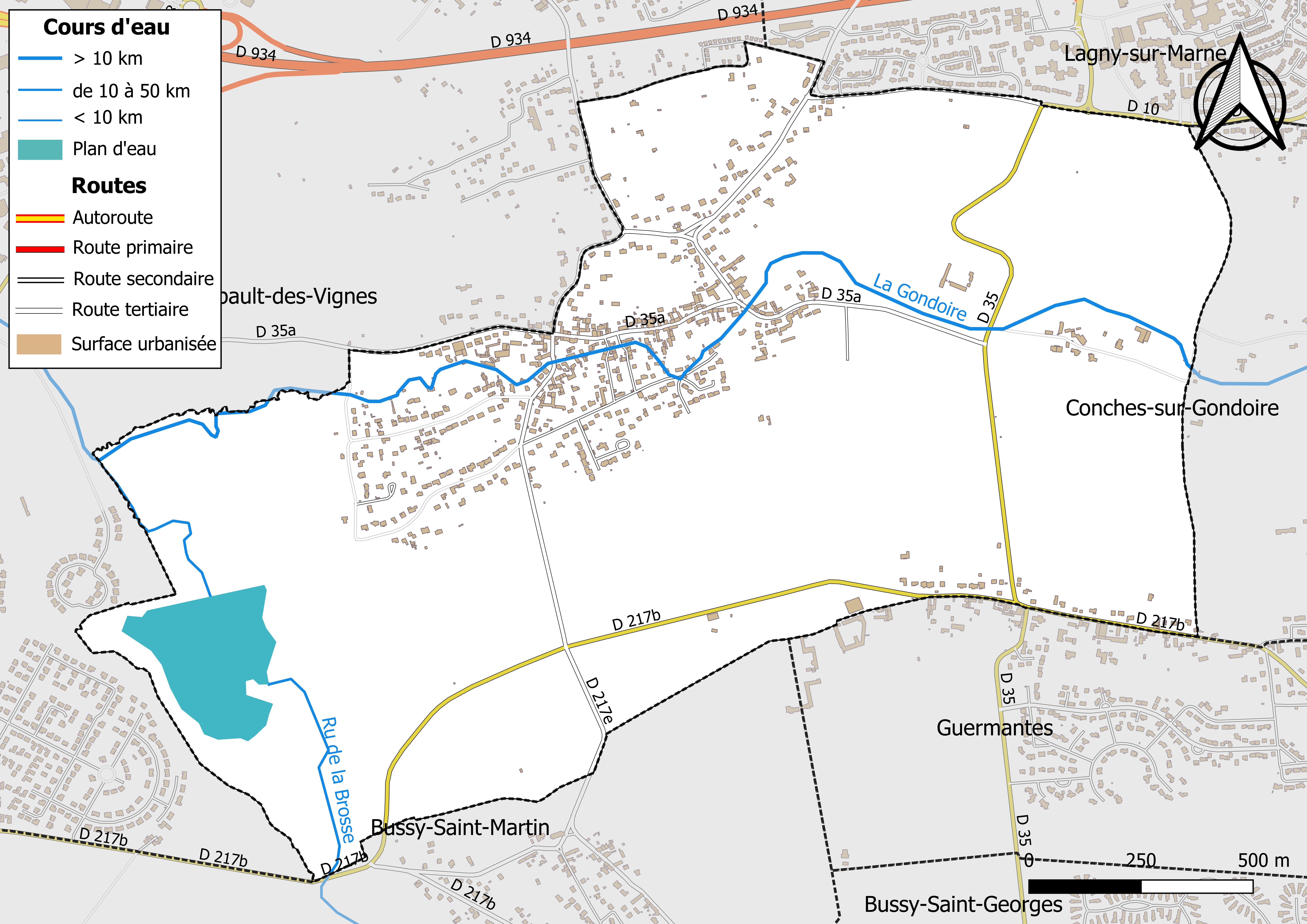
Carte des réseaux hydrographique et routier de Gouvernes.

Le réseau hydrographique de la commune se compose de deux cours d'eau référencés :
- la Gondoire, longue de 12,11 km[1], affluent gauche de la Marne ;
  - le ru de la Brosse, 6,85 km[2], affluent de la Gondoire après sa traversée de l'étang de la Loy.

La longueur totale des cours d'eau sur la commune est de 4,07 km.

### Climat
Pour des articles plus généraux, voir Climat de l'Île-de-France et Climat de Seine-et-Marne.
En 2010, le climat de la commune est de type climat océanique dégradé des plaines du Centre et du Nord, selon une étude du CNRS s'appuyant sur une série de données couvrant la période 1971-2000. En 2020, Météo-France publie une typologie des climats de la France métropolitaine dans laquelle la commune est exposée à un climat océanique altéré et est dans la région climatique Sud-ouest du bassin Parisien, caractérisée par une faible pluviométrie, notamment au printemps (120 à 150 mm) et un hiver froid (3,5 °C).
Pour la période 1971-2000, la température annuelle moyenne est de 11,1 °C, avec une amplitude thermique annuelle de 15,8 °C. Le cumul annuel moyen de précipitations est de 715 mm, avec 10,8 jours de précipitations en janvier et 7,9 jours en juillet. Pour la période 1991-2020, la température moyenne annuelle observée sur la station météorologique la plus proche, située sur la commune de Torcy à 3 km à vol d'oiseau, est de 12,1 °C et le cumul annuel moyen de précipitations est de 716,4 mm,. Pour l'avenir, les paramètres climatiques de la commune estimés pour 2050 selon différents scénarios d'émission de gaz à effet de serre sont consultables sur un site dédié publié par Météo-France en novembre 2022.
| Mois                                  | jan.            | fév.           | mars          | avril         | mai            | juin          | jui.           | août           | sep.          | oct.            | nov.            | déc.            | année      |
| ------------------------------------- | --------------- | -------------- | ------------- | ------------- | -------------- | ------------- | -------------- | -------------- | ------------- | --------------- | --------------- | --------------- | ---------- |
| Température minimale moyenne (°C)     | 2,2             | 2,3            | 4             | 6,1           | 9,6            | 12,7          | 14,6           | 14,2           | 11,2          | 8,8             | 5,1             | 2,9             | 7,8        |
| Température moyenne (°C)              | 4,8             | 5,6            | 8,3           | 11,2          | 14,6           | 18            | 20,1           | 19,8           | 16,3          | 12,8            | 8,1             | 5,5             | 12,1       |
| Température maximale moyenne (°C)     | 7,4             | 8,9            | 12,6          | 16,2          | 19,7           | 23,2          | 25,6           | 25,5           | 21,5          | 16,8            | 11,1            | 8               | 16,4       |
| Record de froid (°C) date du record   | −12,6 07.01.09  | −11,4 07.02.12 | −8,6 01.03.05 | −3,3 06.04.21 | 0,4 07.05.1997 | 2,8 04.06.01  | 6,6 13.07.1993 | 5,8 28.08.1998 | 2 30.09.18    | −3,4 30.10.1997 | −9,7 24.11.1998 | −9,6 29.12.1996 | −12,6 2009 |
| Record de chaleur (°C) date du record | 17,3 05.01.1999 | 20,9 27.02.19  | 26,2 31.03.21 | 28,8 20.04.18 | 31,6 27.05.05  | 36,6 27.06.11 | 42,1 25.07.19  | 39,7 11.08.03  | 35,7 08.09.23 | 28,7 02.10.11   | 21,9 07.11.15   | 17,8 07.12.00   | 42,1 2019  |
| Précipitations (mm)                   | 57,2            | 53,2           | 52,5          | 50            | 71,3           | 57,6          | 60,5           | 66,1           | 53,3          | 60,5            | 59,5            | 74,7            | 716,4      |

### Milieux naturels et biodiversité

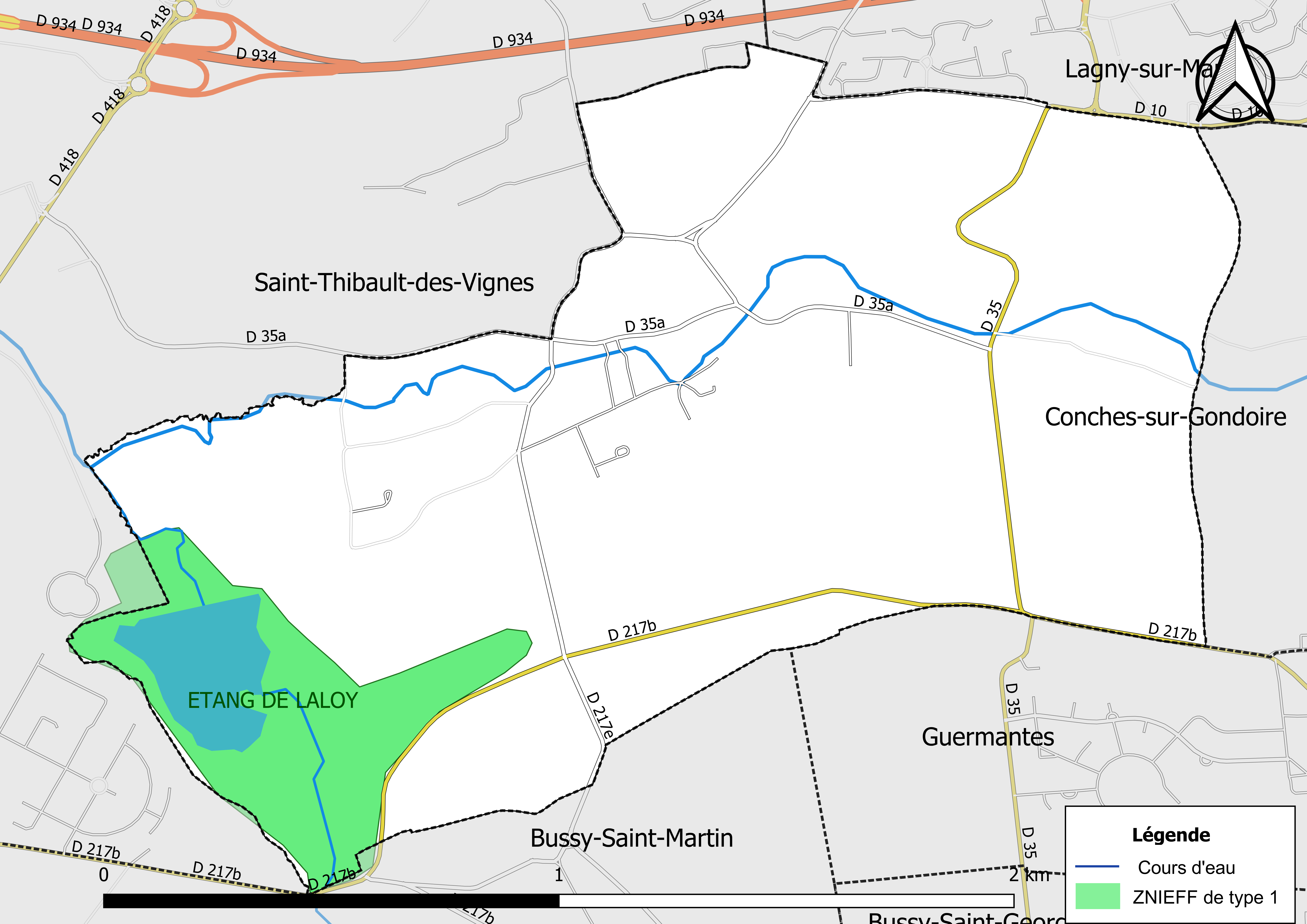
Carte des ZNIEFF de type 1 localisées sur la commune.

L’inventaire des zones naturelles d'intérêt écologique, faunistique et floristique (ZNIEFF) a pour objectif de réaliser une couverture des zones les plus intéressantes sur le plan écologique, essentiellement dans la perspective d’améliorer la connaissance du patrimoine naturel national et de fournir aux différents décideurs un outil d’aide à la prise en compte de l’environnement dans l’aménagement du territoire.
Le territoire communal de Gouvernes comprend une ZNIEFF de type 1,,, l'« Étang de Laloy » (33,01 ha), couvrant 2 communes du département.

## Urbanisme

### Typologie
Au 1er janvier 2024, Gouvernes est catégorisée ceinture urbaine, selon la nouvelle grille communale de densité à sept niveaux définie par l'Insee en 2022.
Elle appartient à l'unité urbaine de Paris, une agglomération inter-départementale regroupant 407  communes, dont elle est une commune de la banlieue,,. Par ailleurs la commune fait partie de l'aire d'attraction de Paris, dont elle est une commune de la couronne,. Cette aire regroupe 1 929 communes,.

### Lieux-dits et écarts
La commune compte 29 lieux-dits administratifs répertoriés consultables ici (source : le fichier Fantoir) dont :
- hameau de Deuil, à l'est de la commune ;
- Hameau de Guermantes, au sud-est de la commune, longeant la départementale 217B (limite entre les communes de Gouvernes et de Guermantes).

### Occupation des sols
L'occupation des sols de la commune, telle qu'elle ressort de la base de données européenne d’occupation biophysique des sols Corine Land Cover (CLC), est marquée par l'importance des territoires agricoles (66,8 % en 2018), une proportion sensiblement équivalente à celle de 1990 (67 %). La répartition détaillée en 2018 est la suivante :
terres arables (34,7%), zones agricoles hétérogènes (32,1%), zones urbanisées (25%), forêts (8,1 %).
Parallèlement, L'Institut Paris Région, agence d'urbanisme de la région Île-de-France, a mis en place un inventaire numérique de l'occupation du sol de l'Île-de-France, dénommé le MOS (Mode d'occupation du sol), actualisé régulièrement depuis sa première édition en 1982. Réalisé à partir de photos aériennes, le Mos distingue les espaces naturels, agricoles et forestiers mais aussi les espaces urbains (habitat, infrastructures, équipements, activités économiques, etc.) selon une classification pouvant aller jusqu'à 81 postes, différente de celle de Corine Land Cover,,. L'Institut met également à disposition des outils permettant de visualiser par photo aérienne l'évolution de l'occupation des sols de la commune entre 1949 et 2018.

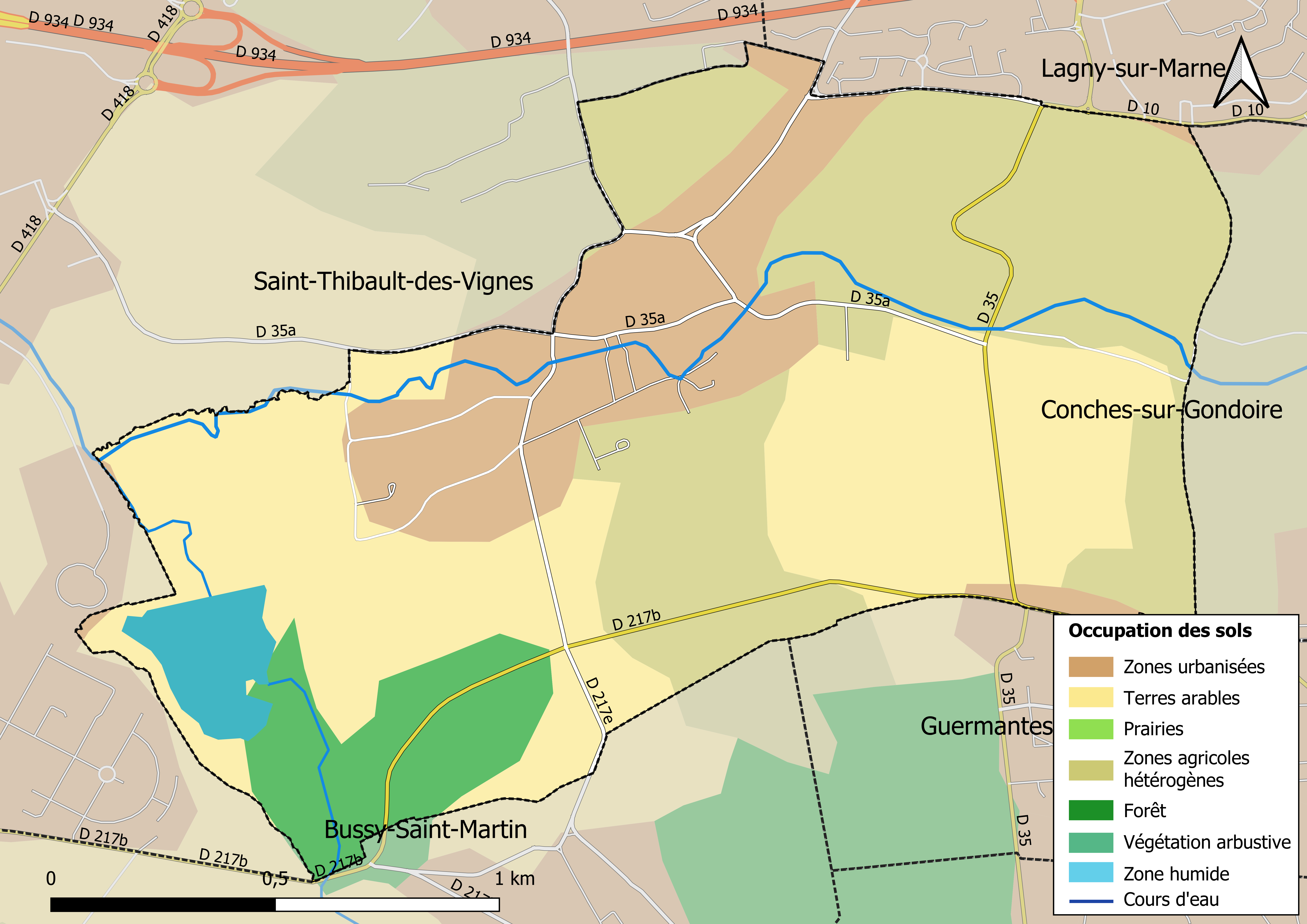
Carte des infrastructures et de l'occupation des sols en 2018 (CLC) de la commune.
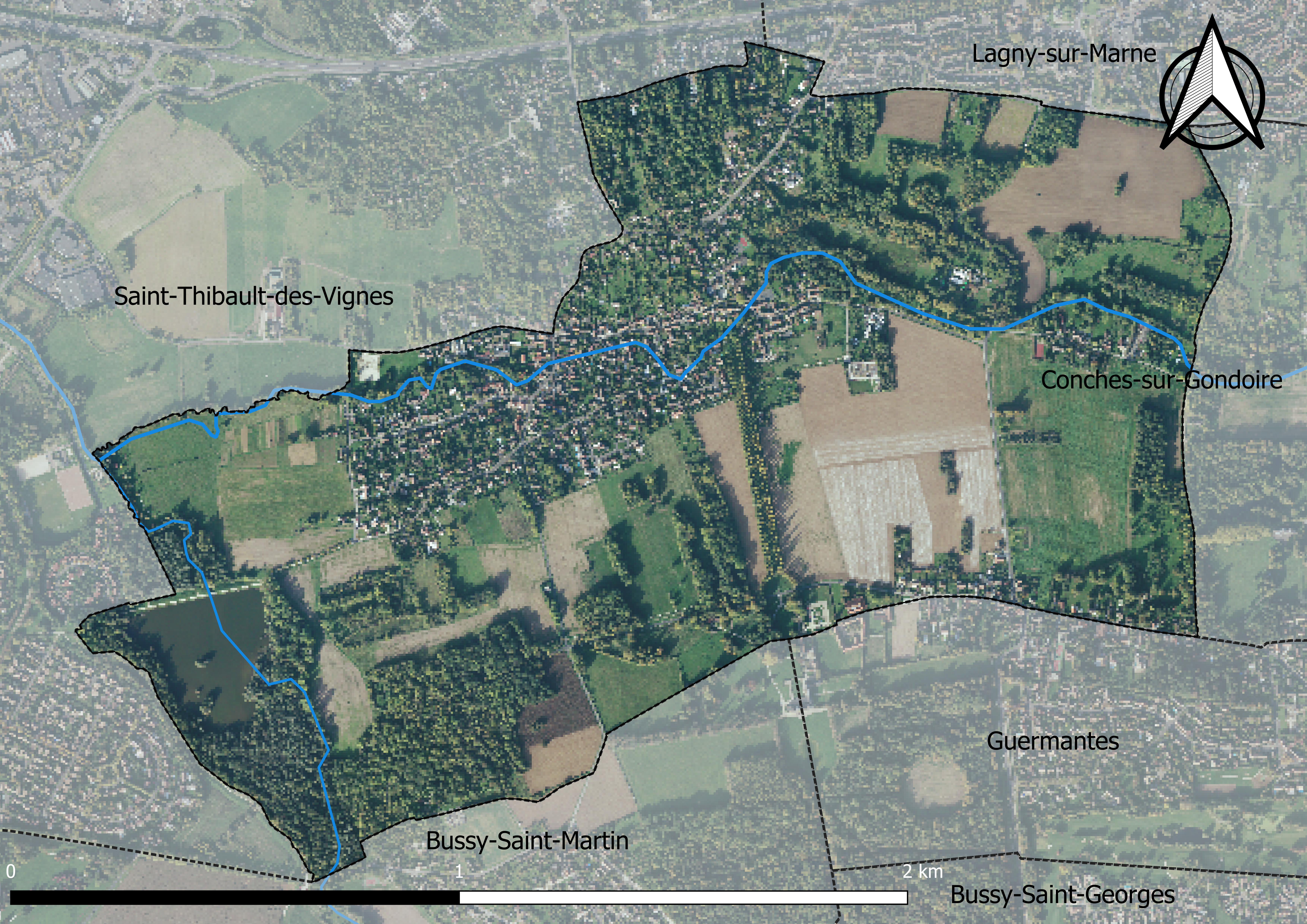
Carte orhophotogrammétrique de la commune.

### Planification
La loi SRU du 13 décembre 2000 a incité les communes à se regrouper au sein d’un établissement public, pour déterminer les partis d’aménagement de l’espace au sein d’un SCoT, un document d’orientation stratégique des politiques publiques à une grande échelle et à un horizon de 20 ans et s'imposant aux documents d'urbanisme locaux, les PLU (Plan local d'urbanisme). La commune est dans le territoire du SCOT Marne, Brosse et Condoire, approuvé en février 2013 et dont la révision a été lancée en 2017 par la Communauté d'Agglomération de Marne et Gondoire.
La commune disposait en 2019 d'un plan local d'urbanisme en révision. Le zonage réglementaire et le règlement associé peuvent être consultés sur le Géoportail de l'urbanisme.

### Logement
En 2016, le nombre total de logements dans la commune était de 478 dont 88,5 % de maisons et 11,3 % d’appartements.
Parmi ces logements, 91,8 % étaient des résidences principales, 1,9 % des résidences secondaires et 6,3 % des logements vacants.
La part des ménages fiscaux propriétaires de leur résidence principale s’élevait à 85,6 % contre 13,2 % de locataires et 1,1 % logés gratuitement.

### Voies de communication et transports

#### Voies ferroviaires
Gouvernes est desservie, à partir des gares de Lagny SNCF ou de la gare RER de Torcy, par la ligne de bus 21 de Marne-la-Vallée (uniquement en semaine).

#### Voies routières
L'accès à ce village ne peut s'effectuer que par des routes départementales. Les voies menant à Gouvernes peuvent être regroupées en 4 axes donnant sur un carrefour à l'intersection de la rue du Pasteur et de la rue Victor-Hugo. Les poids lourds de plus de 5 tonnes ont pour interdiction de traverser le village par souci de préserver le patrimoine ainsi que les petits monuments historiques et fragiles qui s'y trouvent.

#### Pistes cyclables
Plusieurs chemins, de l'aménagement récent du site classé des rus de la Brosse et de la Gondoire, sont partagés par les cyclistes et les piétons. Une piste cyclable est aménagée le long de la rue Hermières (D 36). Des allées cavalières sillonnent également le site.

#### Transports en commun
Les transports en commun ne sont que peu actifs dans ce village, celui-ci ne comptant qu'un peu plus de mille habitants, n'a pas vu son réseau se développer. Seuls quelques bus Peps de la ligne 21 partant en direction de la gare de Torcy et de celle de Lagny (villes voisines) permettent aux riverains de se déplacer ainsi que quelques bus scolaires notamment pour les élèves du lycée Martin-Luther-King à Bussy-Saint-Georges. Cette commune est pour ainsi dire une commune très peu prise en charge et qui compte sur l'indépendance de ses habitants.

## Toponymie

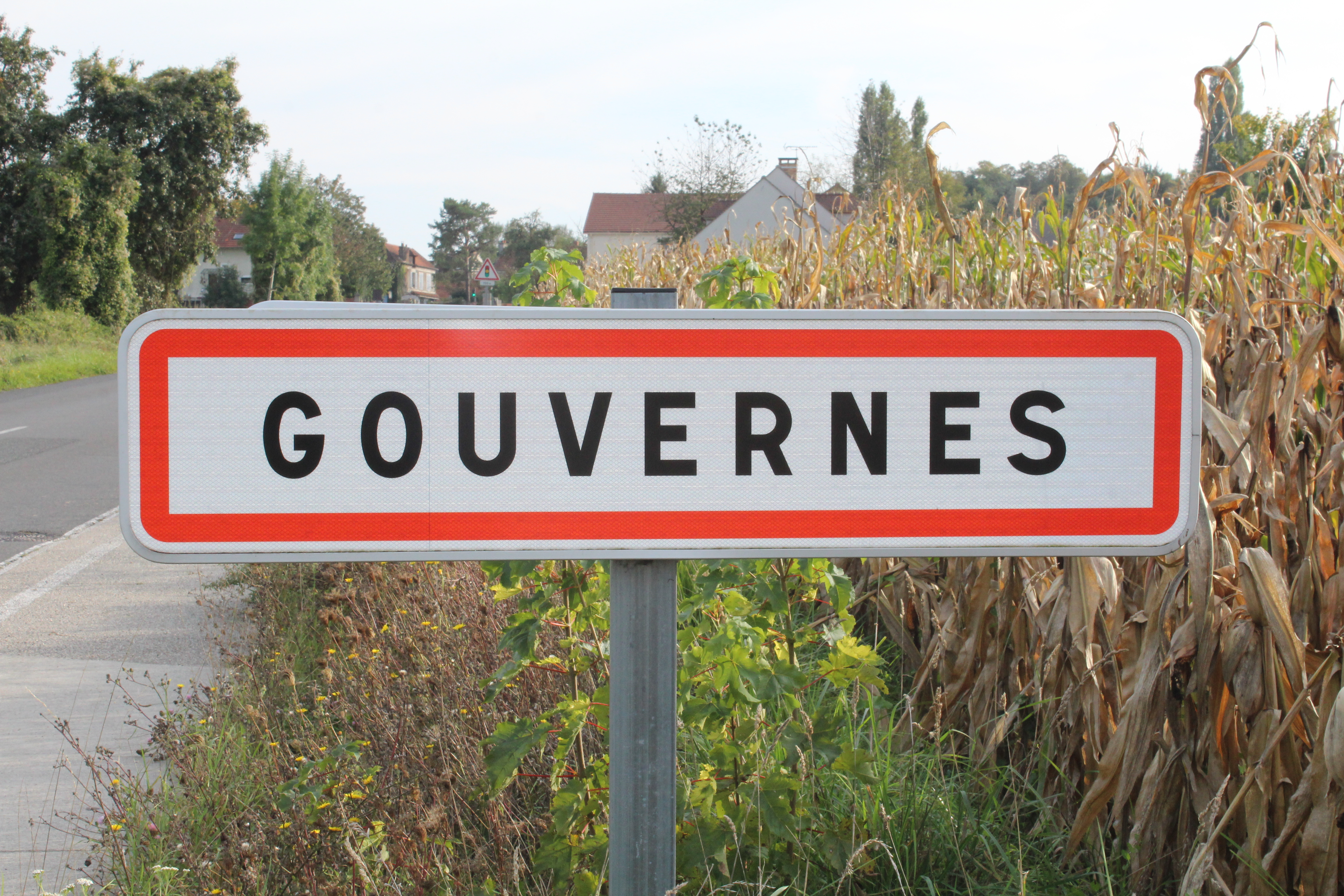
Panneau d'entrée.

- Curvernae - Gouvernes-lez-Laigny-sur-Marne[24]

## Histoire
Au XIe siècle les religieux de Lagny administrèrent la paroisse de Gouvernes jusqu'à la Révolution.
Gouvernes a possédé plusieurs moulins à blé (moulin de la Sault, moulin du Cœur, moulin rouge, moulin de la Loy), et jusqu'à 7 lavoirs. Il en reste 3 qui ne sont plus utilisés mais encore entretenus.
L'église Saint-Germain-de-Paris possède une nef du XIIIe siècle et 6 travées.
Le style de son clocher, du XVIIe siècle, couvert en bâtière est célèbre et a été peint par de nombreux artistes.
Sa cloche datant de 1562 est ornée d'une inscription contre les tempêtes. Durant les orages le curé de la paroisse la faisait sonner.
Beaucoup de peintres, notamment durant la période du Néo-Impressionnisme, ont été attirés par Gouvernes ainsi Émile-Gustave Cavallo-Péduzzi qui fut professeur de dessin à l'école d'Alembert, Paul-Émile Colin, Édouard Cortès, Jean Guérin, Louis Hayet, Léo Gausson, Lucien Pissarro, Léon-Gustave Ravanne, Celli entre autres...

## Politique et administration
Gouvernes est inscrit dans la ville nouvelle de Marne-la-Vallée, il se situe dans le secteur 3 de Marne-la-Vallée, autrement dénommé Val-de-Bussy.
La commune de Gouvernes fait partie de la communauté d'agglomération de Marne et Gondoire. En 2015, Bussy-Saint-Georges est la 18e commune à intégrer la Communauté d'agglomération.

### Liste des maires
| Période                                  | Période  | Identité                    | Étiquette | Qualité                       |
| ---------------------------------------- | -------- | --------------------------- | --------- | ----------------------------- |
| Les données manquantes sont à compléter. |          |                             |           |                               |
|                                          | 1807     | Jean Pierre Plé             |           |                               |
|                                          | 1815     | Louis Nicolas Plé           |           |                               |
|                                          | 1826     | Jean François Boivin        |           |                               |
| 1826                                     | 1831     | Louis Nicolas Plé           |           |                               |
| 1832                                     | 1844     | Jean Baptiste Berly         |           |                               |
| 1845                                     | 1848     | Jean Claude Furcy Boivin    |           |                               |
| 1848                                     | 1850     | Jean Augustin Caillot       |           |                               |
| 1850                                     | 1854     | Louis Nicolas Plé           |           |                               |
| 1854                                     | 1871     | Jean Barthélémy Bisson      |           |                               |
| 1871                                     | 1876     | Benoni Isidore Gendret      |           |                               |
| 1876                                     | 1881     | Xavier Héricourt            |           |                               |
| 1881                                     | 1892     | Jean Barthélémy Bisson      |           |                               |
| 1892                                     | 1899     | Xavier Héricourt            |           | Cultivateur                   |
| 1899                                     | 1912     | Louis Isidore Emile Gendret |           | Cultivateur                   |
| 1912                                     | 1913     | Antoine Furcy Bisson        |           | Cultivateur                   |
| 1913                                     | 1919     | Désiré Pimard               |           | Cultivateur                   |
| 1919                                     | 1925     | Désiré Félix Turpin         |           | Cultivateur                   |
| 1925                                     | 1934     | Jules Séverin Vacher        |           | Rentier                       |
| 1934                                     | 1947     | Albert Théodore Duplant     |           | Instituteur                   |
| 1947                                     | 1959     | René Lapierre               |           |                               |
| 1959                                     | 1963     | Lucien Lejeune              |           |                               |
| 1963                                     | 1968     | Marcel Cusseau              |           |                               |
| 1968                                     | 1973     | Guy Lejeune                 |           |                               |
| 1973                                     | 1983     | Daniel Robillard            |           |                               |
| 1983                                     | 1995     | Roger Bouvier               |           |                               |
| 1995                                     | 2012     | Vincent Toni                |           | Cadre commercial              |
| 2012                                     | 2020     | Jean Tassin                 |           | Administrateur civil retraité |
| 2020                                     | En cours | Nathalie Tortrat            |           |                               |

### Instances judiciaires et administratives
- Tribunal d'instance de Lagny-sur-Marne
- Tribunal de grande instance de Meaux
- Tribunal de commerce de Meaux

### Politique environnementale
Aménagement en cours d'un GR traversant le village d'Est en Ouest.

### Sécurité
Commissariat le plus proche à Lagny.

## Équipements et services

### Eau et assainissement
L’organisation de la distribution de l’eau potable, de la collecte et du traitement des eaux usées et pluviales relève des communes. La loi NOTRe de 2015 a accru le rôle des EPCI à fiscalité propre en leur transférant cette compétence. Ce transfert devait en principe être effectif au 1er janvier 2020, mais la loi Ferrand-Fesneau du 3 août 2018 a introduit la possibilité d’un report de ce transfert au 1er janvier 2026,.

#### Assainissement des eaux usées
En 2020, la gestion du service d'assainissement collectif de la commune de Gouvernes est assurée par le SIA de Marne-la-Vallée (SIAM) pour le transport. Ce service est géré en délégation par une entreprise privée, dont le contrat arrive à échéance le 31 décembre 2025,,.
La station d'épuration Equalia est quant à elle gérée par le SIA de Marne-la-Vallée (SIAM) qui a délégué la gestion à une entreprise privée, VEOLIA, dont le contrat arrive à échéance le 31 décembre 2020,.
L’assainissement non collectif (ANC) désigne les installations individuelles de traitement des eaux domestiques qui ne sont pas desservies par un réseau public de collecte des eaux usées et qui doivent en conséquence traiter elles-mêmes leurs eaux usées avant de les rejeter dans le milieu naturel. La communauté d'agglomération Marne et Gondoire (CAMG) assure pour le compte de la commune le service public d'assainissement non collectif (SPANC), qui a pour mission de vérifier la bonne exécution des travaux de réalisation et de réhabilitation, ainsi que le bon fonctionnement et l’entretien des installations. Cette prestation est déléguée à la Société Française de Distribution d’Eau (SFDE), dont le contrat arrive à échéance le 31 décembre 2025,.

#### Eau potable
En 2020, l'alimentation en eau potable est assurée par le SMAEP de la région de Lagny-sur-Marne qui en a délégué la gestion à l'entreprise Veolia, dont le contrat expire le 1er janvier 2026,,.

## Population et société

### Démographie
Les habitants sont appelés les Gouverniauds.
L'évolution du nombre d'habitants est connue à travers les recensements de la population effectués dans la commune depuis 1793. Pour les communes de moins de 10 000 habitants, une enquête de recensement portant sur toute la population est réalisée tous les cinq ans, les populations de référence des années intermédiaires étant quant à elles estimées par interpolation ou extrapolation. Pour la commune, le premier recensement exhaustif entrant dans le cadre du nouveau dispositif a été réalisé en 2005.

En 2022, la commune comptait 1 175 habitants, en évolution de +0,77 % par rapport à 2016 (Seine-et-Marne : +3,92 %, France hors Mayotte : +2,11 %).
| 1793 | 1800 | 1806 | 1821 | 1831 | 1836 | 1841 | 1846 | 1851 |
| ---- | ---- | ---- | ---- | ---- | ---- | ---- | ---- | ---- |
| 343  | 323  | 399  | 379  | 386  | 370  | 370  | 346  | 365  |

| 1856 | 1861 | 1866 | 1872 | 1876 | 1881 | 1886 | 1891 | 1896 |
| ---- | ---- | ---- | ---- | ---- | ---- | ---- | ---- | ---- |
| 373  | 374  | 430  | 415  | 392  | 345  | 354  | 374  | 375  |

| 1901 | 1906 | 1911 | 1921 | 1926 | 1931 | 1936 | 1946 | 1954 |
| ---- | ---- | ---- | ---- | ---- | ---- | ---- | ---- | ---- |
| 373  | 396  | 377  | 351  | 380  | 373  | 359  | 321  | 403  |

| 1962 | 1968 | 1975 | 1982 | 1990 | 1999  | 2005  | 2006  | 2010  |
| ---- | ---- | ---- | ---- | ---- | ----- | ----- | ----- | ----- |
| 551  | 529  | 692  | 764  | 934  | 1 024 | 1 076 | 1 069 | 1 113 |

| 2015  | 2020  | 2022  | - | - | - | - | - | - |
| ----- | ----- | ----- | - | - | - | - | - | - |
| 1 156 | 1 188 | 1 175 | - | - | - | - | - | - |

### Enseignement
L’enseignement est dispensé à Gouvernes dès le milieu du XVIIe siècle.
L’enseignement est assuré dans une petite maison située non loin de l’église, construite en 1783 ; d’abord louée par la commune, elle est acquise par celle-ci en 1834 ; elle est détruite en 1868 remplacée par la mairie-école.
C'est en 1960 que fut construite l’école actuelle, d’abord une classe avec préau et logement de fonction, la deuxième classe restant dans la mairie-école (actuelle mairie) jusqu’en 1965. L’augmentation du nombre des enfants nécessite une troisième classe et l’on ajoute une seconde classe à l’école neuve, mais bien vite l’effectif diminue permettant de changer l’affectation de l’ancienne classe unique de la mairie-école, qui désormais sera salle du Conseil municipal, des mariages, etc.).
Depuis, l'augmentation du nombre des élèves a nécessité la construction d'une classe dans la cour et la transformation du logement de fonction en classe. En 2013, il y a quatre classes à double niveau dans l’école.

### Manifestations culturelles et festivités
- Concerts de Noël chaque année et ponctuels dans l'église
- Fête des associations et vide-greniers dernier dimanche de septembre
- Exposition photos dans l'église le dernier week-end de septembre

### Santé
- CPAM la plus proche à Bussy-Saint-Georges
- Les visites médicales et para-médicales sont assurées par les praticiens de Lagny-sur-Marne, Conches-sur-Gondoire, Saint-Thibault-des-Vignes et Bussy-Saint-Georges.
- Un service de soins à domicile
- l'hôpital public de Jossigny

### Sports
- Le Tennis club de Gouvernes dispose d'un court de tennis, propriété de la commune.
- Un plateau sportif permet l'entrainement basket-ball, football et handball.
- L'association CESAM propose des cours de tai qi, qi gong et yoga dans la salle Lhuillier.
- Cours de danse classique et de gymnastique par l'association Entr'Chats et de danse de salons par l'association Flash'Dance dans la salle Lhuillier.
- Gouvernes Rando, randonnées.

### Médias
- Le Gouverniaud, journal municipal semestriel (accès en ligne à une version PDF des derniers numéros sur le site de la mairie)
- La page « Flash info » du site de la mairie
- Le quotidien Le Parisien Seine-et-Marne
- L'hebdomadaire La Marne Marne-la-Vallée

### Cultes
Il n'y a plus de messe régulière dans l'église catholique de Gouvernes. Elle est ouverte à la visite lors des Journées européennes du patrimoine.

## Économie

### Revenus de la population et fiscalité
Le nombre de ménages fiscaux en 2016 était de 435 représentant 1 132 personnes et la  médiane du revenu disponible par unité de consommation  de 31 856 €.

### Emploi
En 2017, le nombre total d’emplois dans la zone était de 143, occupant 541 actifs  résidants.
Le taux d'activité de la population (actifs ayant un emploi) âgée de 15 à 64 ans s'élevait à 68,6 % contre un taux de chômage de 6,4 %.
Les 25 % d’inactifs se répartissent de la façon suivante : 9,4 % d’étudiants et stagiaires non rémunérés, 8,6 % de retraités ou préretraités et 6,9 % pour les autres inactifs.

### Secteurs d'activité

#### Entreprises et commerces
En 2018, le nombre d'établissements actifs était de 121 dont 8 dans l’industrie manufacturière, industries extractives et autres, 25 dans la construction, 26 dans le commerce de gros et de détail, transports, hébergement et restauration, 3 dans l’Information et communication, 4 dans les activités financières et d'assurance, 6 dans les activités immobilières, 33 dans les activités spécialisées, scientifiques et techniques et activités de services administratifs et de soutien, 10 dans l’administration publique, enseignement, santé humaine et action sociale et 6  étaient relatifs aux autres activités de services.
En 2019, 12 entreprises ont été créées sur le territoire de la commune, dont 9 individuelles.
Au 1er janvier 2020, la commune ne disposait pas d’hôtel et de terrain de camping.
- Boulangerie-pâtisserie
- Le "Centre d'affaires de la Gondoire" : un centre paramédical, une agence DomusViDomicile, des cours de Pilates…
- Club hippique de Gouvernes.
- Chambres d'hôtes et Gîtes de France.
- Centre d'affaires, centre hippique, chambres d'hôtes, Union thermique, boulangerie, tabac…
- L'association « Les Écureuils » gère le Cinéclub de Gouvernes qui propose régulièrement des projections dans la salle Lhuillier.

#### Agriculture
Gouvernes est dans la petite région agricole dénommée les « Vallées de la Marne et du Morin », couvrant les vallées des deux rivières, en limite de la Brie. En 2010, l'orientation technico-économique de l'agriculture sur la commune est nd.
Si la productivité agricole de la Seine-et-Marne se situe dans le peloton de tête des départements français, le département enregistre un double phénomène de disparition des terres cultivables (près de 2 000 ha par an dans les années 1980, moins dans les années 2000) et de réduction d'environ 30 % du nombre d'agriculteurs dans les années 2010. Cette tendance se retrouve au niveau de la commune où le nombre d’exploitations est passé de 8 en 1988 à 2 en 2010.
Le tableau ci-dessous présente les principales caractéristiques des exploitations agricoles de Gouvernes, observées sur une période de 22 ans :
|                                      | 1988 | 2000 | 2010 |
| ------------------------------------ | ---- | ---- | ---- |
| Dimension économique,                |      |      |      |
| Nombre d’exploitations (u)           | 8    | 1    | 2    |
| Travail (UTA)                        | 13   | 1    | nd   |
| Surface agricole utilisée (ha)       | 83   | 4    | nd   |
| Cultures                             |      |      |      |
| Terres labourables (ha)              | 55   | s    | s    |
| Céréales (ha)                        |      |      |      |
| dont blé tendre (ha)                 |      |      |      |
| dont maïs-grain et maïs-semence (ha) |      |      |      |
| Tournesol (ha)                       |      |      |      |
| Colza et navette (ha)                |      |      |      |
| Élevage                              |      |      |      |
| Cheptel (UGBTA)                      | 112  | 0    | nd   |

## Culture locale et patrimoine

### Lieux et monuments

#### L'église

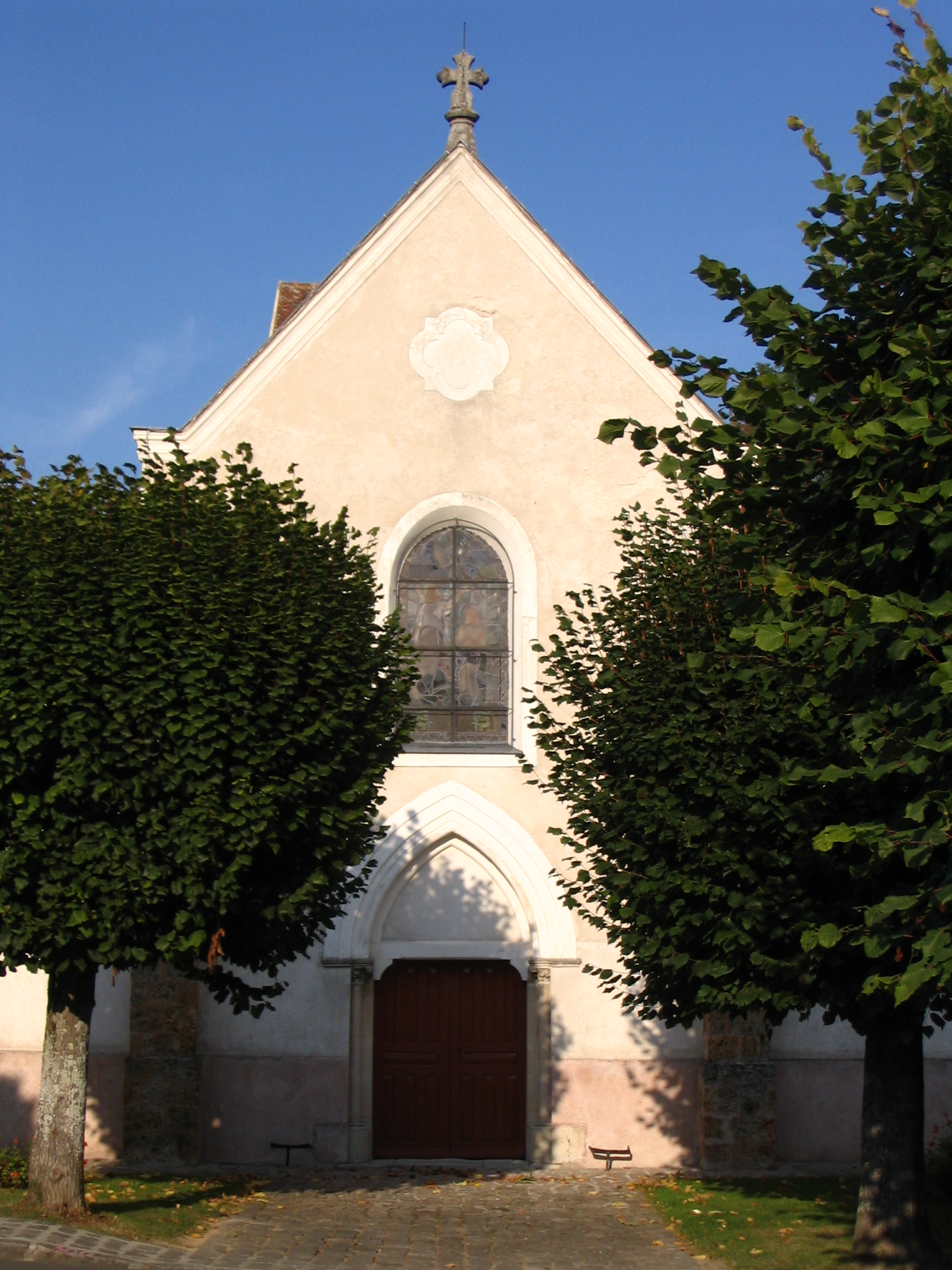
Façade de l'église Saint-Germain - Cloche de l'église sonnant 16h Fichier:Gouvernes - Cloche de l'église Saint-Germain-de-Paris.ogg

L'église Saint-Germain date du XIIIe siècle. Elle a servi de modèle a de nombreux peintres dont Maurice Boitel (IMH en 2009).
Elle contient le tableau Saint Germain peint par Collignon restauré en 2009 et abrite plusieurs mobiliers classés :
- la cloche fondue en 1562.
- les fonts baptismaux réalisés par Adrian Roussel en 1703.
- la dalle funéraire de Nicolas Gaudète et de Marie Du Tillet de 1555.
- une statue du XVIIe siècle de saint Vincent, patron des vignerons, en chêne peint.
- un vitrail du XVIe siècle représentant saint Germain de Paris.
- la chapelle des catéchismes ornée d'une peinture murale du chanoine Stéphane Jouy.
- On peut également y voir une table d'autel en bois sculpté, deux chapelles et une statue de saint Joseph en pierre de Belgique de la fin du XIXe siècle.

#### Autres lieux et monuments

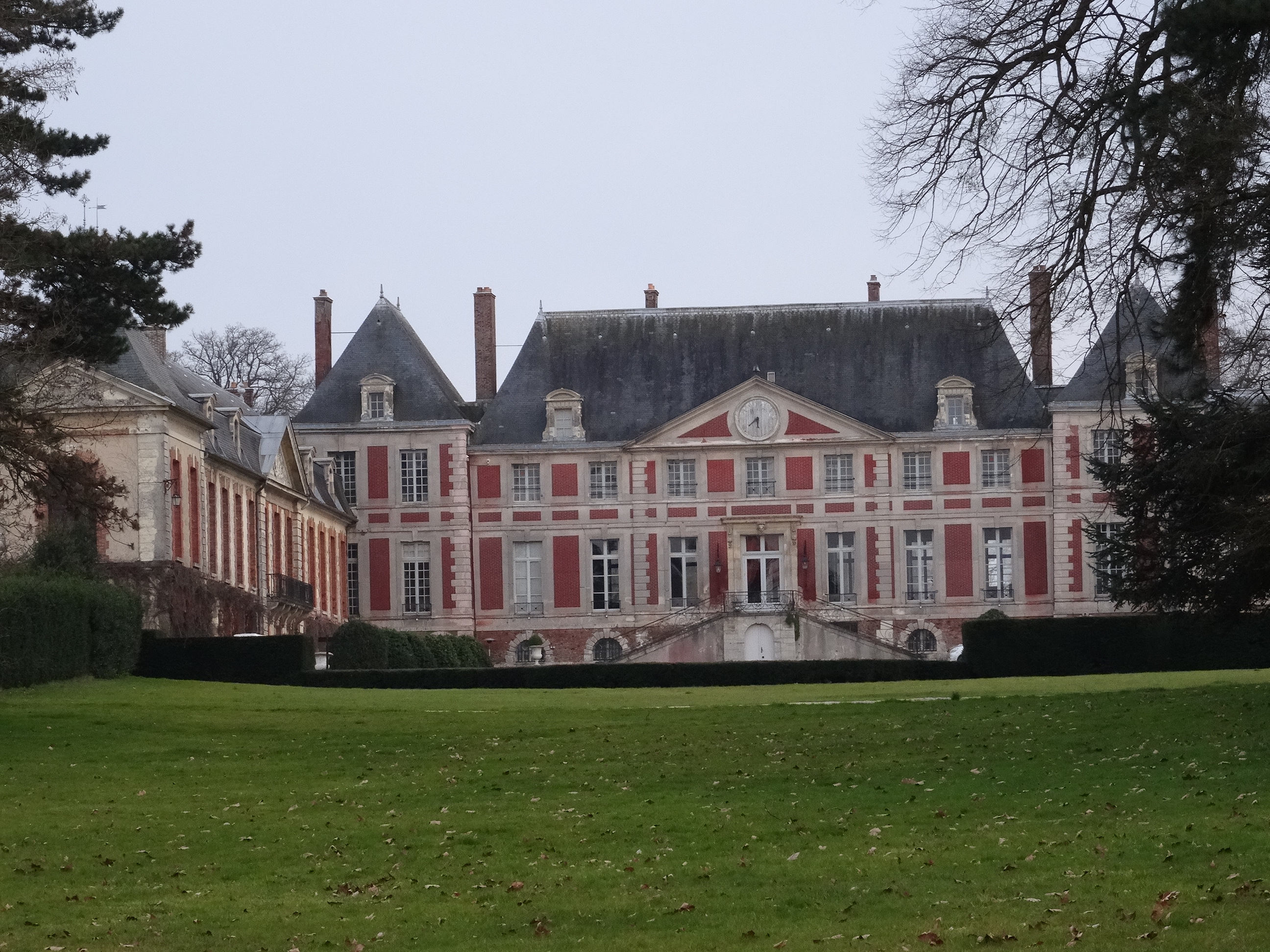
Le château de Guermantes.

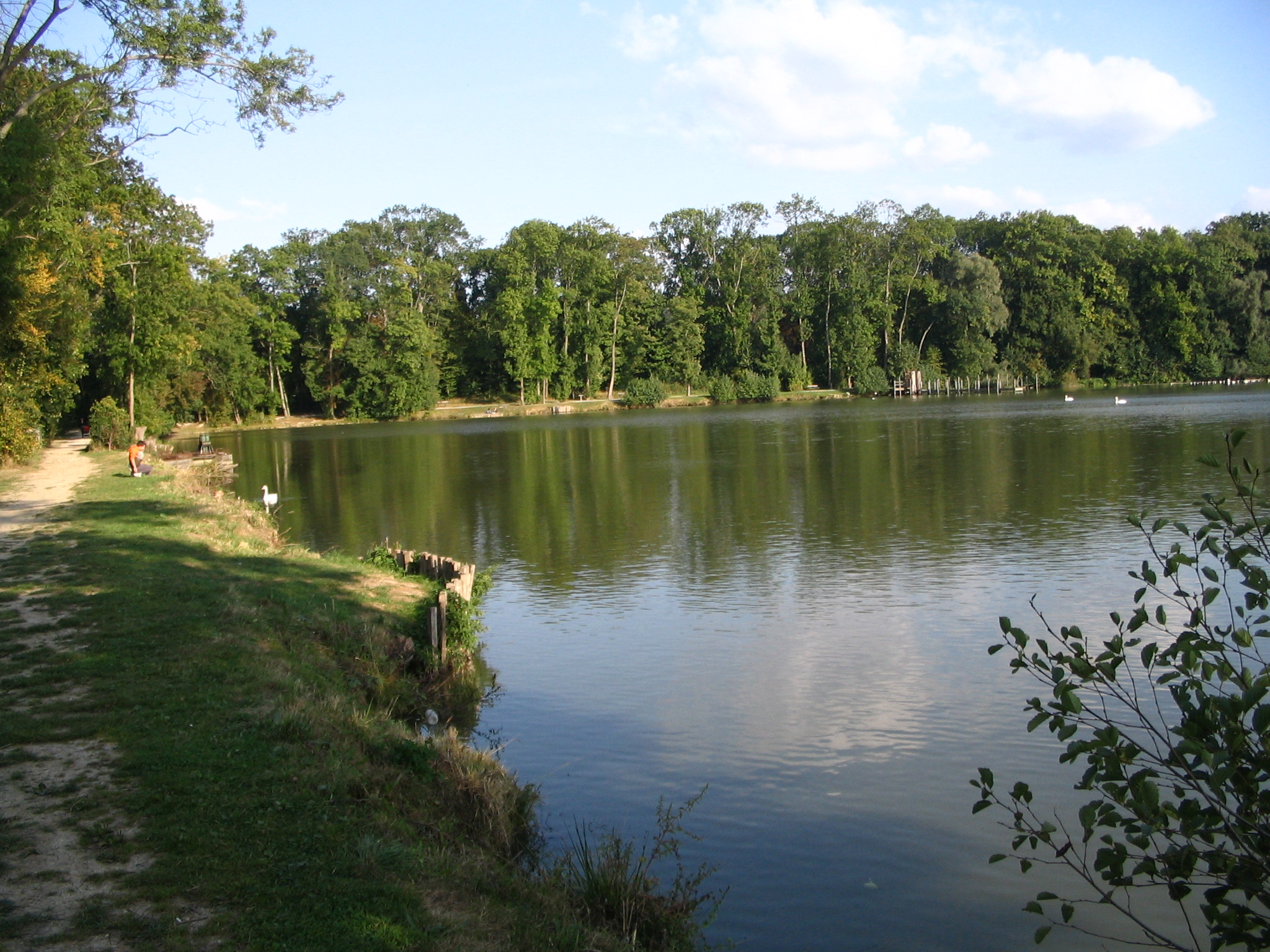
L'étang de la Loy.

- Château de Guermantes, la frontière entre les communes de Gouvernes et Guermantes passe dans le château.
- Château de Deuil
- Différents lavoirs (du hameau de Guermantes, de la Fontaine, du Bas-Villiers)
- Le rû Gondoire
- Étang de la Loy

### Patrimoine naturel
Gouvernes est traversé par les coulées vertes du site classé des rus de la Brosse et de la Gondoire. Ce parc linéaire le long des rus de la Brosse, de la Gondoire et de l'étang de la Loy offre de nombreuses possibilités de promenades à pieds, à vélo et à cheval… De récents aménagements piétonniers permettent de relier le parc du château de Cèdres à Conches à l'étang de la Loy en passant par le hameau de Deuil, le parc du château de Deuil, l'allée du cimetière et en longeant le chemin de Paris à Crécy-la-Chapelle (D 217b). On peut y rencontrer libellules, papillons, hérons cendrés, foulques, poules d'eau, canards, martins-pêcheurs, pics verts.

### Équipements culturels
- La bibliothèque municipale (dans l'ancien presbytère).
- La salle polyvalente "Jean-François Lhuillier", où mariages, fêtes de familles, séances de cinéma, tai chi, qi gong, yoga, danses, activités sportives des enfants de l'école... se succèdent.
- L'espace Bernadette-Macresy avec la cantine pour les enfants des écoles, la salle Jean-Pierre Maurin et la mezzanine Lhuillier, où les associations se réunissent...

### Personnalités liées à la commune
- Maurice Boitel, a réalisé de nombreux tableaux sur le motif à Gouvernes,
- Le président André Le Troquer
- Le chanteur Pierre Vassiliu ; c'est là qu'il a écrit C'est qui celui-là ?
- l'actrice Mado Maurin et ses fils : Patrick Dewaere et Dominique Collignon-Maurin
- l'acteur Gérard Hernandez

### Héraldique, logotype et devise
| Blason de Gouvernes | Blason  | Écartelée, au 1 et 4 d’azur au chevron d’or accompagné de trois étoiles à six rais de même posées deux en chef et une en pointe, au 2 et 3 d’or à trois poissons d’azur. Devise / CriNul bien sans peine. devise de Nicolas Gaudete, seigneur du fief de Dueil au XVIe siècle, reprise comme devise de la commune. |
| Blason de Gouvernes | Détails | Elles s’inspirent de celles de Marie du Tillet qui figurent sur sa dalle funéraire dans l’église du village. Le statut officiel du blason reste à déterminer. |